# Fascellina aua
Fascellina aua är en fjärilsart som beskrevs av Louis Beethoven Prout 1928. Fascellina aua ingår i släktet Fascellina och familjen mätare. Inga underarter finns listade i Catalogue of Life.